# Tabite ibne Curra
Tabite ibne Curra ou Alçabi Tabite ibne Curra Alharrani (Al-Ṣābiʾ Thābit ibn Qurrah al-Ḥarrānī; em árabe: ثابت بن قره; em latim: Thebit/Thebith/Tebit; Harã, 826 ou 836 — Bagdá, 18 de fevereiro de 901) era um árabe sírio matemático, médico, astrônomo e tradutor que viveu em Bagdá na segunda metade do século IX durante a época do califado abássida.
Tabite fez descobertas importantes em álgebra, geometria e astronomia. Na astronomia, é considerado um dos primeiros reformadores do sistema ptolomaico e na mecânica foi o fundador da estática.

## Biografia

Região da Mesopotâmia Superior e suas subdivisões (Diar Baquir, Diar Mudar e Diar Rebia) durante o Califado Abássida

Tabite nasceu em Harã, na Alta Mesopotâmia, que na época fazia parte da subdivisão Diar Mudar da região da Mesopotâmia Superior (Jazira) do Califado Abássida. Era membro de um culto astronômico semítico helenizado chamado culto sabiano, que também adorava estrelas. A cidade de Harã nunca foi totalmente cristianizada. Nas primeiras conquistas muçulmanas, o povo de Harã ainda aderia ao culto do pecado. Tabite era originalmente um doleiro em um mercado em Harã, antes de ir para Bagdá. Tabite e seus alunos viviam no meio da cidade mais vibrante intelectualmente e provavelmente a maior da época, Bagdá. Tabite veio para Bagdá em primeiro lugar para trabalhar para os Banu Muça, tornando-se parte de seu círculo e ajudando-os a traduzir textos matemáticos gregos. O que não sabemos é como Banu Muça e Tabite se ocuparam com matemática, astronomia, astrologia, magia, mecânica, medicina e filosofia. Mais tarde em sua vida, o patrono de Tabite foi o califa abássida Almutadide ((r. 892–902), de quem ele se tornou astrônomo da corte. Tabite tornou-se amigo pessoal e cortesão do califa. Tabite morreu em Bagdá em 901. Seu filho, Sinane ibne Tabite e o neto, Ibraim ibne Sinane, também fariam contribuições para a medicina e a ciência. No final de sua vida, Tabite conseguiu escrever 150 obras sobre matemática, astronomia e medicina. Com todo o trabalho feito por Tabite, a maior parte de seu trabalho não durou muito. Há menos de uma dúzia de trabalhos dele que sobreviveram.

## Tradução

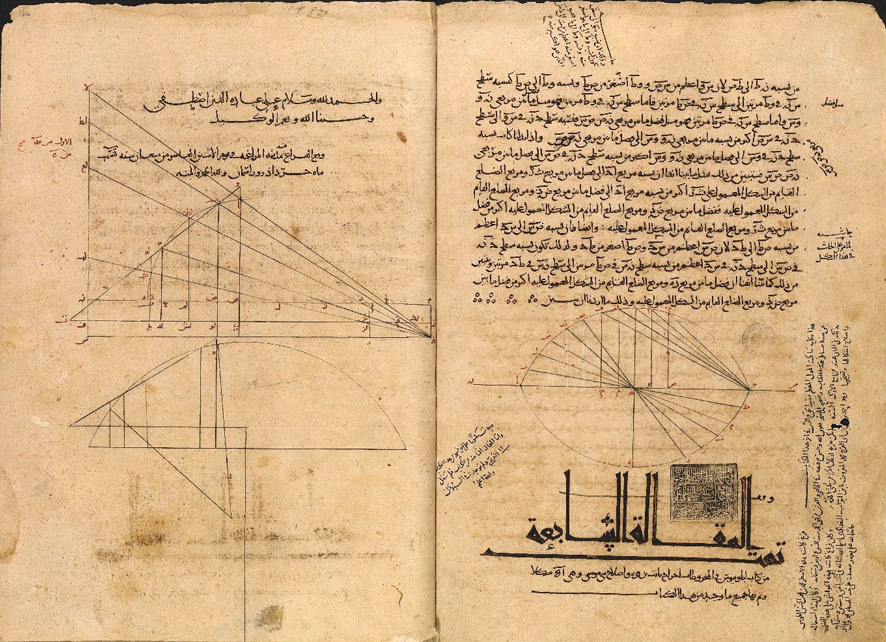
Páginas da tradução árabe de Tabite das cônicas de Apolônio

A língua nativa de Tabite era o siríaco, que era a variedade aramaica oriental de Edessa, e ele era fluente em grego e árabe. Ele foi o autor de vários tratados. Por ser trilíngue, Tabite teve um papel importante durante o movimento de tradução greco-árabe. Ele também faria uma escola de tradução em Bagdá. Tabite traduziu do grego para o árabe obras de Apolônio de Perga, Arquimedes, Euclides e Ptolomeu. Ele revisou a tradução de Elementos de Euclides, feita por Hunaine ibne Ixaque. Ele também reescreveu a tradução de Hunaine de Ptolomeu Almagesto; e traduziu a Geografia de Ptolomeu.

## Astronomia
Acredita-se que Tabite tenha sido um astrônomo do califa Almutadide. Tabite foi capaz de usar seu trabalho matemático no exame da astronomia ptolomaica.  A teoria astronômica medieval da trepidação dos equinócios é frequentemente atribuída a Tabite. Mas já havia sido descrito por Teon de Alexandria em seus comentários das Tabelas Acessíveis de Ptolomeu. De acordo com Copérnico, Tabite determinou a duração do ano sideral como 365 dias, 6 horas, 9 minutos e 12 segundos (um erro de 2 segundos). Copérnico baseou sua afirmação no texto latino atribuído a Tabite. Em relação às hipóteses planetárias de Ptolomeu, Tabite examinou os problemas do movimento do sol e da lua e a teoria dos relógios de sol. Ao olhar para as hipóteses de Ptolomeu, Tabite encontrou o ano sideral que é ao olhar para a Terra e medi-lo contra o fundo de estrelas fixas, ele terá um valor constante.
Tabite também era um autor e escreveu De Anno Solis. Este livro continha e registrava fatos sobre a evolução da astronomia no século IX. Tabite mencionou no livro que Ptolomeu e Hiparco acreditavam que o movimento das estrelas é consistente com o movimento comumente encontrado nos planetas. O que Tabite acreditava é que essa ideia pode ser ampliada para incluir o Sol e a lua. Com isso em mente, ele também pensou que o ano solar deveria ser calculado observando o retorno do sol a uma determinada estrela.

## Matemática
Na matemática, Tabite descobriu uma equação para determinar números amigáveis. Ele também escreveu sobre a teoria dos números e estendeu seu uso para descrever as relações entre as quantidades geométricas, um passo que os gregos não deram. Além disso, ele trabalharia no teorema Transversal (geometria).
Ele é conhecido por ter calculado a solução para um problema de tabuleiro de xadrez envolvendo uma série exponencial.
Ele calculou o volume do parabolóide.
Ele também descreveu uma generalização do teorema de Pitágoras. Ele foi capaz de fornecer a prova de teorema através de dissecação. As contribuições de Thābit incluíram prova do teorema de Pitágoras e o quinto postulado de Euclides. Em relação ao Teorema de Pitágoras, Thābit usou um método de redução e composição para encontrar provas. Em relação aos postulados de Euclides, Thābit acreditava que a geometria deveria ser baseada no movimento e, mais geralmente, na física. Com isso em mente, seu argumento era que a geometria estava ligada à igualdade e às diferenças de magnitudes de coisas como linhas e ângulos.  Ele seria também o comentário de gravação para Liber Assumpta de Arquimedes.

## Física
Na física, Tabite rejeitou as noções peripatéticas e aristotélicas de um "lugar natural" para cada elemento. Em vez disso, ele propôs uma teoria do movimento em que ambos os movimentos para cima e para baixo são causados pelo peso, e que a ordem do universo é o resultado de duas atrações concorrentes (jadhb): uma delas sendo "entre os elementos sublunares e celestiais", e o outro sendo "entre todas as partes de cada elemento separadamente".  e na mecânica foi o fundador da estática. Além disso, Liber Karatonis de Thābitcontinha prova da lei da alavanca. Este trabalho foi o resultado da combinação de ideias aristotélicas e arquimedianas de dinâmica e mecânica.
Um dos textos mais importantes de Tabite é seu trabalho com o Kitab fi 'l-qarastun. Este texto consiste na tradição mecânica árabe. Outro pedaço de texto importante é Kitab fi sifat alqazn, que discutiu conceitos de equilíbrio com braços iguais. Tabite foi supostamente uma das primeiras a escrever sobre o conceito de equilíbrio de braços iguais ou pelo menos sistematizar o tratamento.
Tabite procurou estabelecer uma relação entre as forças do movimento e a distância percorrida pelo móbile.

## Trabalhos
Apenas algumas obras de Tabite são preservadas em sua forma originalː
- On the Sector-Figure que trata do teorema de Menelau;[23]
- On the Composition of Ratios;[23]
- Kitab fi 'l-qarastun (Livro do Balanço);
- Kitab fi sifat alwazn (Livro sobre a descrição do peso) - Texto curto sobre balança com braços iguais.